# 成都区域经济
成都经济发展从区域上分析，大致分为三环内核心服务行业创造经济；城北小型商品贸易，小型工业制造；城东特色化农业生产，现代新型化工业生产；